# La balada de J. González
«La balada de J. González» es una canción del solista chileno Pedropiedra. Es el primer sencillo de su disco Ocho.

## Producción
El tema fue escrito por Pedropiedra, y homenajea al músico chileno Jorge González. Cuenta con tintes andinos, debido a algunos instrumentos utilizados como el ronroco y la quena. Gonzalo Yáñez y Eduardo Quiroz participan en los coros. Fue lanzado el 22 de junio de 2015 como el primer sencillo de su cuarto disco. Finalmente es incluido en su disco Ocho, lanzado el 3 de junio de 2016.

## Videoclip
Su director fue Álvaro Díaz, bajo la productora Aplaplac. En él se visualiza a Pedropiedra en un desierto quebrado, cantando el tema, junto a Jorge Delaselva tocando la quena. Comparte similitudes con el vídeo de Carita de gato, del mismo González.

## Créditos

### Canción
Pedro Subercaseaux: Voz, Tempest, MC, SIntetizador, Programaciones.
Jorge delaselva: Guitarra acústica, Ronroco, Quena, Coros.
Felipe Castro: Guitarra eléctrica, Guitarra acústica.
Eduardo Quiroz: Coros
Gonzalo Yáñez: Coros

### Videoclip
Álvaro Díaz: Dirección.
Pancho Schultz: Fotografía y montaje.
Joaquín Fernández: Postproducción.
Cristián Mayorga: Dirección de arte.
Carmen Fillol: Maquillaje.
Francisca Lacalle: Vestuario.